# Otto Thott
För andra betydelser, se Otto Thott (olika betydelser).
Otto Thott, född 13 oktober 1703, död 10 september 1785, var en dansk greve, ämbetsman, bok- och konstsamlare.
Otto Thott blev 1746 förste deputerad i räntekammaren och lyckades i denna ställning på åtta år betydligt reducera statsskulden. År 1762 blev han medlem av geheimekonseljen och 1763 översekreterare i danska kansliet samt upphöjdes 1767 i grevligt stånd, men avskedades i december 1770. Efter Struensees fall i januari 1772 intog han åter sin plats i kungens råd och behöll den till sin död. Thott ägde dyrbara samlingar av tavlor, mynt och böcker. Hans bibliotek räknade 120 000 band och var det största enskilda i hela Europa, större än Det Kongelige Bibliotek i Köpenhamn på den tiden, samt mycket rikt på handskrifter (4 000) och sällsyntheter (6 000 paleotyper). Vid sin död skänkte han det dyrbaraste av samlingen åt kungliga biblioteket, som därjämte köpte en stor del av hans boksamling. Thott var den siste manlige medlemmen i Danmark av sin urgamla och ryktbara ätt.